# Gaby Lewis
Gaby Hollis Lewis (nacida el 27 de marzo de 2001) es una jugador de cricket internacional irlandés. El International Cricket Council (ICC) nombró a Lewis como una de las cinco estrellas destacadas del cricket femenino en 2018. Actualmente es capitana del equipo Scorchers de la Super Serie Femenina. Ella es una todoterreno. Debutó en los Europeos de 2014 en Inglaterra contra los Países Bajos y uno de los aspectos más destacados de su carrera fue anotar 50 contra Escocia en Dubái en 2017. Lewis es conocida por ganar los Clasificatorios ICC WWT20 en Tailandia junto a su hermana mayor Robyn.

## Carrera internacional
Lewis fue convocada por primera vez para la selección absoluta de Irlanda en julio de 2014, jugando cinco partidos contra equipos del condado de Inglaterra en la Copa Twenty20 Femenina del ECB. Posteriormente hizo su debut internacional en agosto, jugando dos veces contra Holanda en el Campeonato de Europa de 2014.
En junio de 2018, fue nombrada en el equipo de Irlanda para el torneo clasificatorio ICC Women's World Twenty20 2018. En agosto de 2019, fue la máxima anotadora de carreras en la Serie Cuadrangular Femenina de Holanda de 2019, con 180 carreras en seis partidos. Al mes siguiente, fue nombrada en el equipo de Irlanda para el torneo clasificatorio ICC Women's World Twenty20 de 2019 en Escocia. En noviembre de 2021, fue nombrada en el equipo de Irlanda para el torneo Clasificatorio para la Copa Mundial de Críquet Femenina de 2021 en Zimbabue.